# 易军 (1960年)
易军（1960年12月—），男，汉族，湖南沅陵人，中华人民共和国政治人物，曾任中华人民共和国住房和城乡建设部副部长、党组成员。中共十八大、十九大代表，第十二届全国政协委员。